# Rudbar (Verwaltungsbezirk)

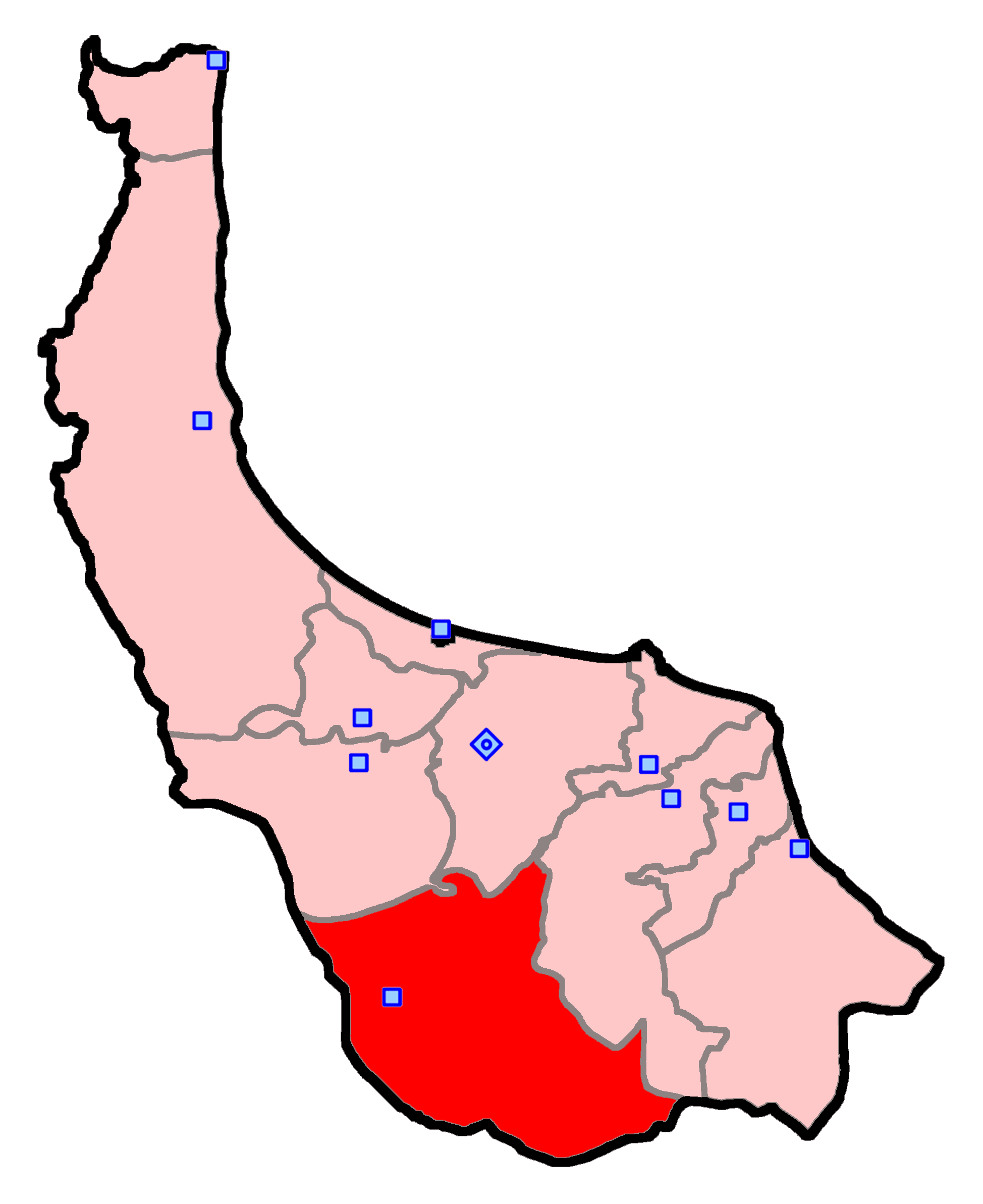
Lage in der Provinz Gilan

Rudbar (persisch شهرستان رودبار, DMG schahrestān Rūdbār, Gilaki رۊبارˇ شهرستان, Tati: rubâr) ist ein Verwaltungsbezirk in der iranischen Provinz Gilan. Die Hauptstadt des Schahrestan ist Rudbar. Bei der Volkszählung von 2006 hatte der Verwaltungsbezirk 101.884 Einwohner in 27.902 Familien.
Die Verwaltungsbezirk hat sieben Städte: Rudbar, Barehsar, Jirandeh, Lowshan, Manjil, Rostamabad und Tutkabon. In Rudbar fließt der Kaluraz und findet sich die Stätte Marlik Tepe.

## Sprachen und Religionen
Wie überall in der Provinz Gilan sprechen viele Menschen Gilanki als Muttersprache, eine mit dem Persischen verwandte iranische Sprache. Zudem sprachen einige Menschen Tati, ebenfalls eine iranische Sprache, dazu kommen einige weitere Minderheitssprachen (z. B. Aserbaidschanisch). Persisch wird von fast allen entweder als Mutter- oder als Zweitsprache gesprochen. Neben kleinen Minderheiten ist die gesamte Bevölkerung schiitisch.

## Galerie

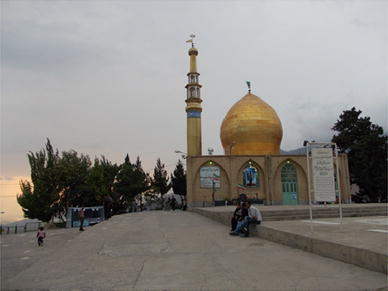
Bekannte Moschee in der Hauptstadt Rudbar
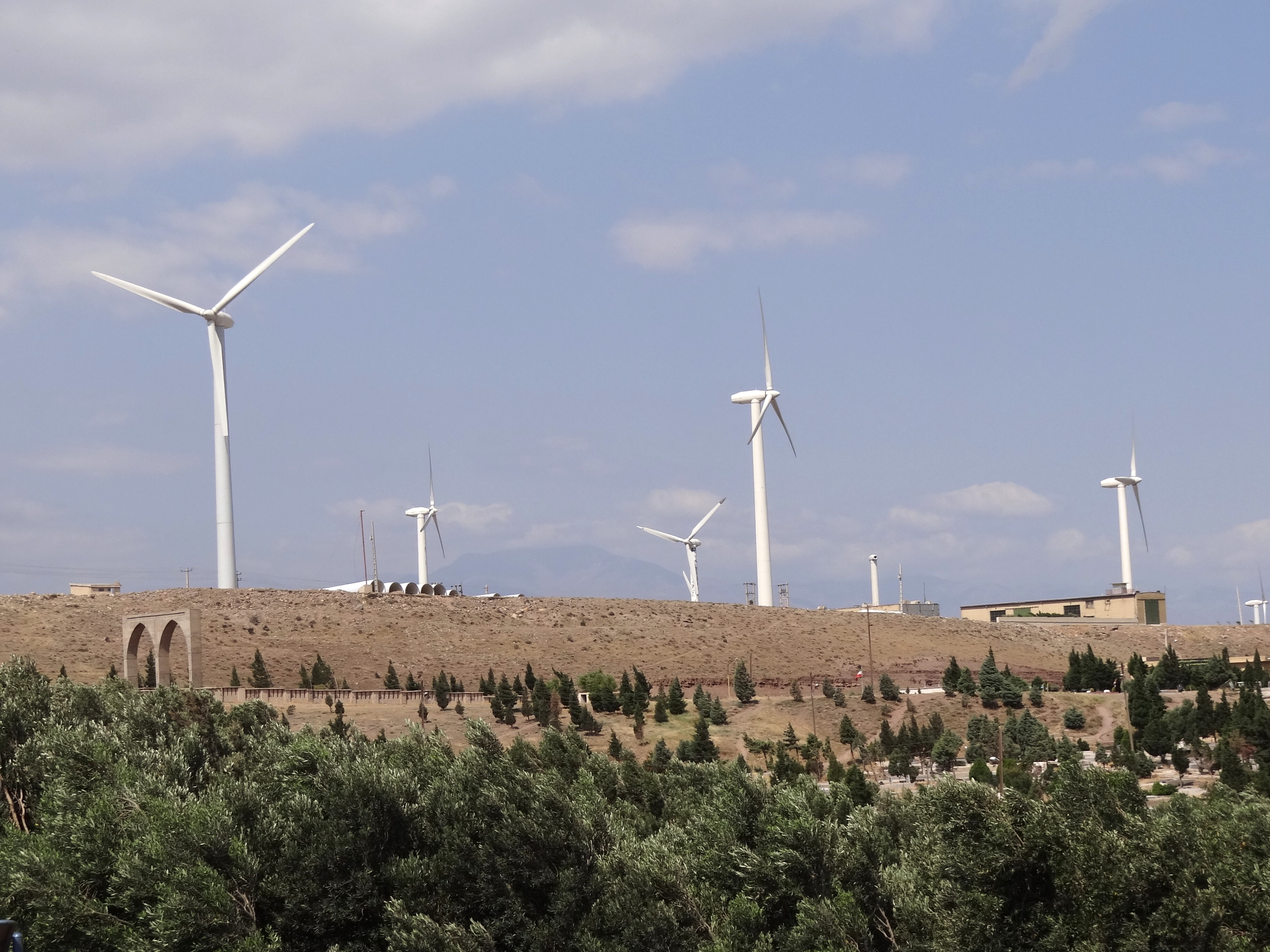
Windräder im Verwaltungsbezirk Rudbar
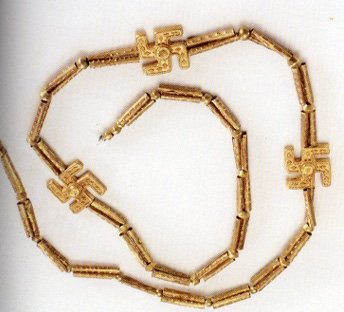
Hakenkreuzkette, heute im Iranischen Nationalmuseum
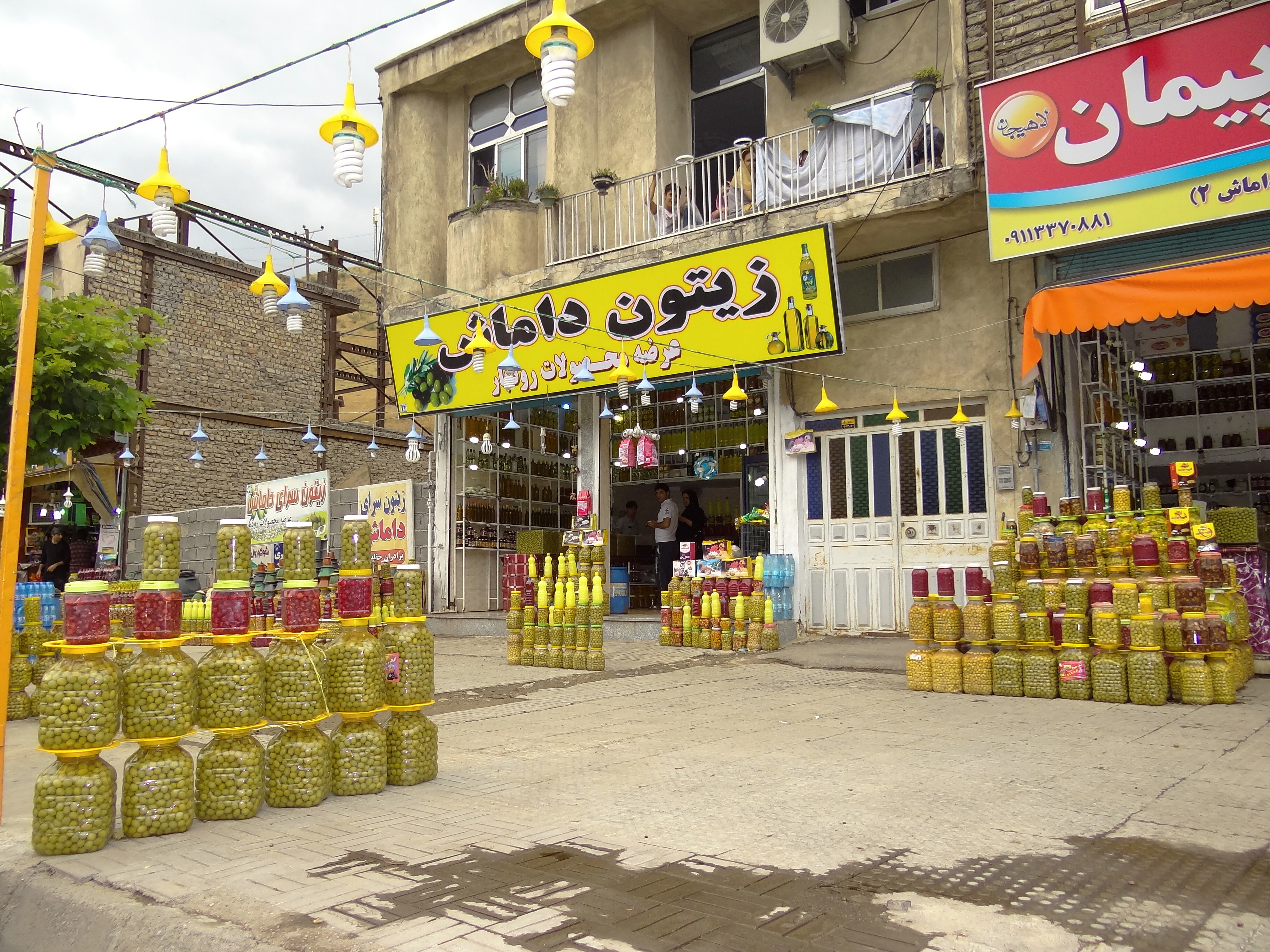
Oliven-Händler auf dem Bazar von Rudbar